# Diogenes di Atene

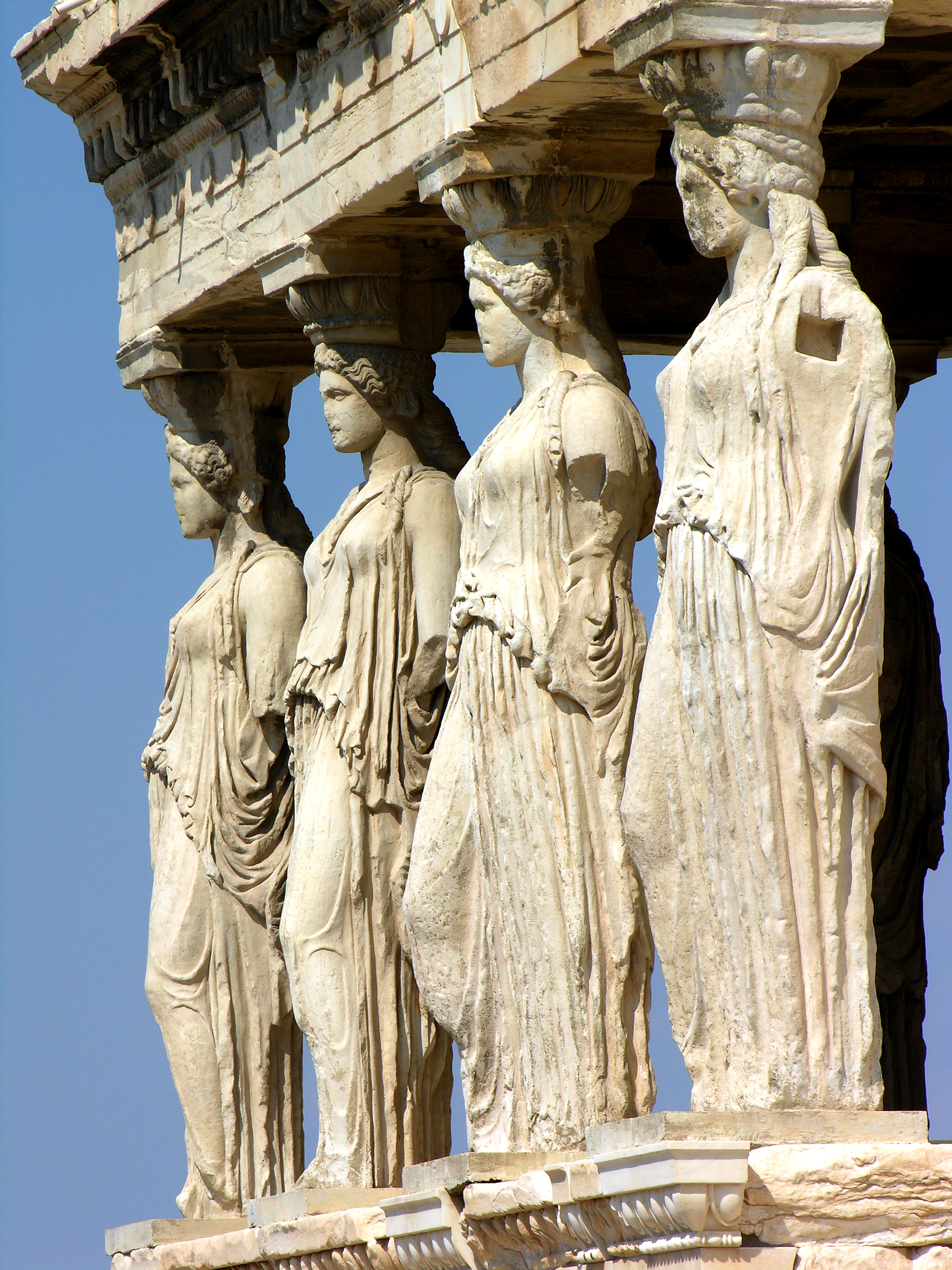
Le cariatidi dell'Eretteo di Atene, probabili modelli per quelle realizzate da Diogenes per il Pantheon a Roma

Diogenes di Atene (in greco antico Διογένης ὁ Ἀθηναῖος; in latino Diogenes Atheniensis) (Atene, ... – ...; fl. I secolo a.C.) è stato uno scultore greco che fu attivo a Roma sotto il principato di Augusto.

## Biografia

### Attività artistica
Secondo Plinio il Vecchio, Diogenes fu incaricato da Marco Vipsanio Agrippa di abbellire l'esterno del Pantheon, cosa che fece realizzando delle cariatidi; queste erano considerate estremamente belle ed erano probabilmente poste all'interno del pronao del tempio.
Considerato il gusto romano in età augustea, le cariatidi potrebbero essere state copiate dalle graziose figure femminili di Atene familiari a Diogenes.
In quel periodo, a Roma esistevano copie in gesso delle cariatidi dell'Eretteo che furono plausibilmente realizzate da Diogenes.
Il tempio di Agrippa fu in gran parte demolito dopo aver subito due incendi e fu riedificato da Adriano.
Nel VII secolo, il Pantheon fu trasformato in chiesa cristiana e le sculture di Diogenes non sono sopravvissute o quanto meno riconosciute come tali.
A parte l'appunto di Plinio, non si conosce alcunché di sicuro delle sue opere, ma potrebbero essere state simili alle cariatidi rinvenute in forma frammentaria in scavi effettuati presso il Foro di Augusto e la Villa Adriana.
Alcuni storici dell'arte del XVIII e del XIX secolo, tra i quali anche Winckelmann, ipotizzarono l'attribuzione a lui di frammenti rinvenuti.
Winckelmann ipotizzò che un telamone (la versione maschile della cariatide) conservato presso Palazzo Farnese fosse un'opera di Diogenes.

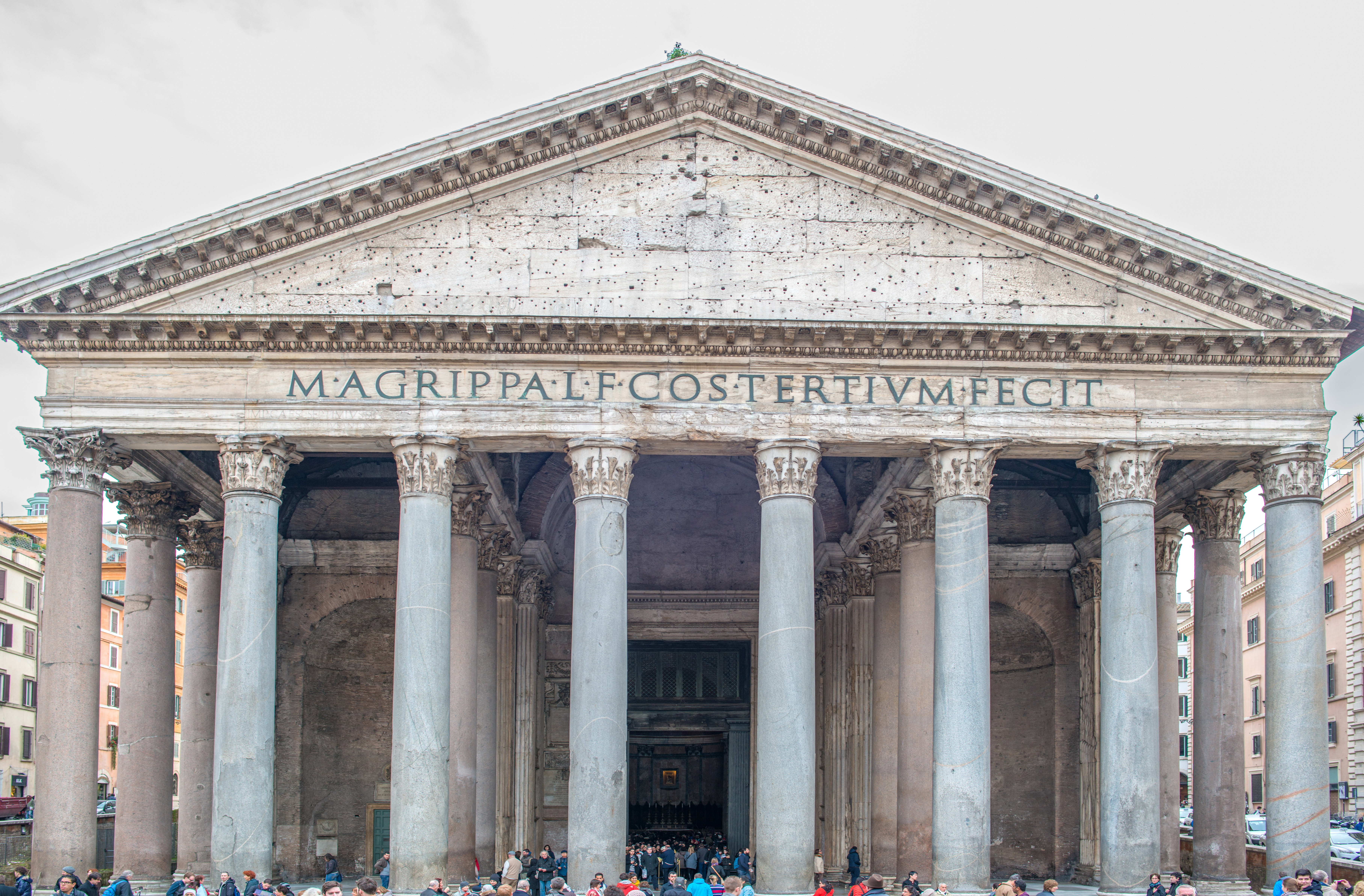
Iscrizione che registra il patronato di Agrippa nella costruzione del Pantheon, sotto al frontone non decorato.

Diogenes creò anche sculture per il frontone del Pantheon, di qualità altrettanto eccellente, ma meno note, osserva Plinio, poiché la notevole altezza della struttura ne rendeva difficile l'osservazione.